# Myrmarachne himalayensis
Myrmarachne himalayensis är en spindelart som beskrevs av Narayan 1915. Myrmarachne himalayensis ingår i släktet Myrmarachne och familjen hoppspindlar. Inga underarter finns listade i Catalogue of Life.